# Rutil
Rutil (Werner, 1800), chemický vzorec TiO2 (oxid titaničitý), je čtverečný minerál. Je to jedna ze tří v přírodě se vyskytujících modifikací oxidu titaničitého. Další dvě jsou: anatas a brookit.

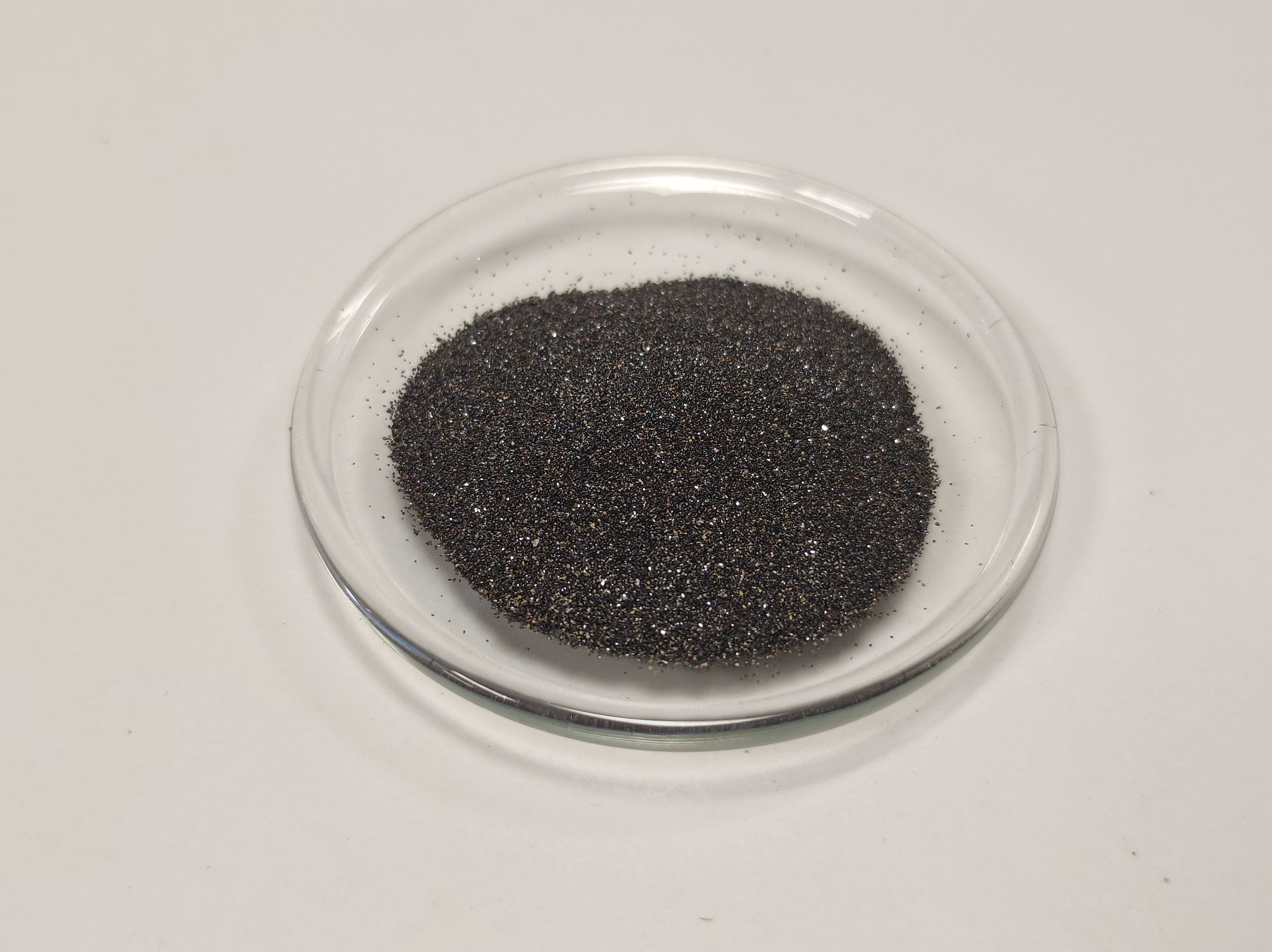
Namletý minerál

Název pochází z latinského slova rutilus – načervenalý.

## Původ
Akcesorický minerál v magmatických (granity, pegmatity, syenity, diority) a silně metamorfovaných horninách (ruly, svory). Protože je odolný proti zvětrávání, nachází se také v rozsypech.

## Morfologie
Krystaly jsou prizmatické, často rýhované, nebo jehličkovité. Dále tvoří zrnité a vláknité agregáty, valouny, pseudomorfózy. Běžně dvojčatí podle {011}.

## Vlastnosti
- Fyzikální vlastnosti: Tvrdost 6–6,5, křehký, hustota 4,2–4,3 g/cm³, štěpnost dokonalá podle {110}, méně dokonalá podle {100}, lom nerovný, lasturnatý.[1]
- Optické vlastnosti: Barva: žlutá, červená až černá. Lesk diamantový, polokovový, mastný, průhlednost: průsvitný, neprůhledný, vryp žlutohnědý, hnědočervený. Dvojlomný, jednoosý(+).
- Chemické vlastnosti: Složení: Ti 59,94 %, O 40,06 %. Nerozpustný v kyselinách, před dmuchavkou se netaví.

## Odrůdy
- Nigrín – černá barva způsobena příměsí železa
- Sagenit – jehličkovité krystaly tvoří mřížkovité prorostlice v biotitu nebo v křemenu.

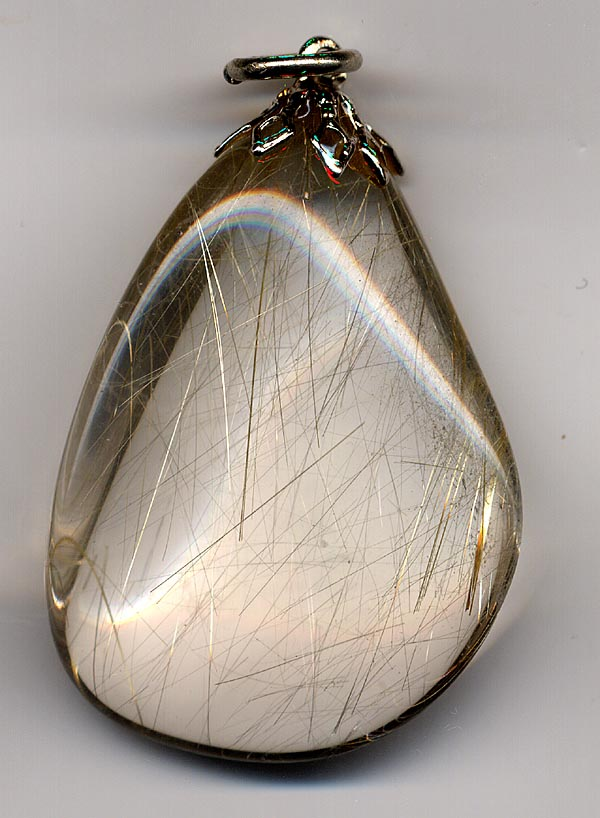
Sagenit v křemenu.

## Podobné minerály
- Ilmenit
- Kasiterit
- Turmalín
- Zirkon

## Využití
Je to důležitá surovina pro výrobu titanu Krollovým procesem. Někdy se využívá jako drahý kámen, např. sagenit zarostlý v křemeni („Venušiny vlasy“). Používá se také jako součást tavidla v obalech svařovacích elektrod.

## Naleziště
Častý minerál.
- Česko – v náplavech Ledeč nad Sázavou, Soběslav[2]
- Slovensko – Revúca, Rožňava
- Švýcarsko – Binnental, Sv. Gotthard
- Norsko – Kragerø
- Rusko – severní Ural
- USA – Virginie, Arkansas
- a další.